# Genealogisches Handbuch des Adels
Geneaologisches Handbuch des Adels (zkr. GHdA) je název německého genealogického slovníku šlechtických rodů, který vycházel v letech 1951 až 2015 ve 158 svazcích. Slovník je považován za pokračování genealogické části Gothajského almanachu.

## Edice
Edice, která vyšla v počtu 158 svazků, rozlišuje několik řad (viz níže).
V sérii knížecí rody (Fürstliche Häuser) jsou čtyři sekce. První zahrnuje všechny vládnoucí a bývalé vládnoucí panovnické rody. Druhá sekce zahrnuje ty rody, které byly podle německého Bundesaktu z 8. července 1815 prohlášeny za ebenbürtig (rovnorodé) s rody z prvního dílu. Oddíl III A zahrnuje linie, kterým byl udělen královský nebo vévodský titul; oddíl III B zahrnuje větve rodin z první skupiny, které uzavřely manželství, které nebylo uznáno jako zákonné podle rodinného práva nebo hlavou této rodiny.
- Knížecí rody / Fürstliche Häuser
  - Band I-XX (1951–2014)
- Hraběcí rody / Gräfliche Häuser
  - Gräfliche Häuser A: Band I-VII (1952–1973)
  - Gräfliche Häuser B: Band I-IV (1953–1973)
  - Gräfliche Häuser: Band VIII-XX (1976–2012)
- Panské rody / Freiherrliche Häuser
  - Freiherrliche Häuser A: Band I-XIII (1952–1982)
  - Freiherrliche Häuser B: Band I-VIII (1954–1982)
  - Freiherrliche Häuser XIV-XXVI (1986–2014)
- Šlechtické rody / Adelige Häuser
  - Adelige Häuser A: Band I-XXIX (1953–2007)
  - Adelige Häuser B: Band I-XXVI (1954–2006)
  - Adelige Häuser: Band XXX-XXXVI (2008–2015)
- Lexikon rodů / Adelslexikon
  - Band I-XVIII (1972–2012)

## Vydavatel
Od roku 1951 GHdA vydávalo nakladatelství C. A. Starke Verlag v Limburgu an der Lahn. V roce 2013 bylo dohodnuto, že odpovědnost za publikaci převezme Stiftung Deutsches Adelsarchiv, nadaci, se kterou Starke spolupracoval již řadu let. Od roku 2015 obdobnou řadu vydává Verlag Deutsches Adelsarchiv GmbH pod názvem Gothaisches genealogisches Handbuch.